# پیترو گازرا
پیترو گازرا (انگلیسی: Pietro Gazzera; ۱۱ دسامبر ۱۸۷۹ – ۳۰ ژوئن ۱۹۵۳) سیاستمدار، و پرسنل نظامی اهل ایتالیا بود.